# Leonid Igorevič Markelov
Leonid Igorevič Markelov (Леонид Игоревич Маркелов; 1963.), ruski političar i odvjetnik. Bivši je predsjednik ruske republike Marij El (2001. – 2017.).
Preuzeo je predsjednički ured 4. siječnja 2001.
Izabran je u prosincu 2000. godine u jednom od najtjesnijih  izbora održanih u razdoblju od 1991. do 2005. godine, kada su čelnici ruskih upravnih jedinica bili izravno birani.
U prvom krugu, Markelov je bio malo ispred takmaca Vjačeslava Kislicina, tako što je Markelov imao 29 %, a Kislicin 25 %, pored nekoliko inih kandidata.
U drugom krugu glasovanja, dva tjedna poslije, Markelov je izabran s 58,2 % biračkih glasova; za razliku od većine izbora za upravne jedinice u Rusiji, gdje bi jedan kandidat dobio nadmoćnu većinu.
Godine 1996., Markelova je pobijedio Kislicin, pobijedivši s 38 % glasova.
Markelov je izabran na svoj drugi četverogodišnji predsjednički mandat 2004. godine, dobivši 56 % na glasovanju.
Dana 6. travnja 2017. ruski predsjednik Vladimir Putin je Markelova razriješio dužnosti predsjednika na vlastiti zahtjev.